# Meister von Memphis

Die Heiligen Stephanus und Katharina von Alexandria (Kupferstichkabinett Dresden)

Als Meister von Memphis (engl. Master of Memphis) wird ein Maler der italienischen Renaissance bezeichnet. Er soll Schüler, vielleicht sogar Assistent, von Filippino Lippi und in Florenz um 1500 oder um 1510 tätig gewesen sein. Der namentlich nicht bekannte Künstler erhielt seinen Notnamen nach dem von ihm geschaffenen Tondo-Bild und anderen Werken, die im Brooks Museum of Art in der Stadt Memphis in den Vereinigten Staaten aufbewahrt werden. Nachdem zuvor diese Bilder unterschiedlichen Malern, darunter Lippi selbst zugeschrieben waren, setzte sich in der Kunstwissenschaft weitgehend die Meinung durch, dass der Meister von Memphis wohl eine eigenständige Künstlerpersönlichkeit ist. Verschiedene Identifizierungsversuche wurden unternommen, darunter die Gleichsetzung des Meisters mit z. B. von Giorgio Vasari genannten Mitarbeitern von Lippi wie Cartoni oder auch die Gleichsetzung mit Bernardo di Leonardo.